# Себастіан Поконьйолі
Себастіан Поконьйолі (фр. Sébastien Pocognoli, нар. 1 серпня 1987, Льєж) — бельгійський футболіст, що грав на позиції захисника. По завершенні ігрової кар'єри — тренер.
Чемпіон Нідерландів. Володар Суперкубка Нідерландів. Володар Кубка Бельгії.

## Клубна кар'єра
Народився 1 серпня 1987 року в місті Льєж. Вихованець юнацьких команд футбольних клубів «Стандард» (Льєж) та «Генк».
У дорослому футболі дебютував 2004 року виступами за головну команду «Генка», в якій провів три сезони, взявши участь у 46 матчах чемпіонату. 
Своєю грою за цю команду привернув увагу представників тренерського штабу нідерландського АЗ (Алкмар), до складу якого приєднався 2007 року. Відіграв за команду з Алкмара наступні два сезони своєї ігрової кар'єри. Більшість часу, проведеного у складі «АЗ», був основним гравцем захисту команди.
2010 року уклав контракт зі «Стандардом» (Льєж), у складі якого провів наступні три роки своєї кар'єри гравця. Граючи у складі «Стандарда» також здебільшого виходив на поле в основному складі команди.
До складу клубу «Ганновер 96» приєднався 2013 року.

## Виступи за збірні
Протягом 2006–2008 років залучався до складу молодіжної збірної Бельгії. На молодіжному рівні зіграв у 12 офіційних матчах, забив 1 гол.
2008 року дебютував в офіційних матчах у складі національної збірної Бельгії. Наразі провів у формі головної команди країни 13 матчів.

## Титули і досягнення

### Як гравець
- Чемпіон Нідерландів (1):

АЗ: 2008-09
- Володар Суперкубка Нідерландів (1):

АЗ: 2009
- Володар Кубка Бельгії (2):

«Стандард» (Льєж): 2010-11, 2017-18

### Як тренер
- Володар Суперкубка Бельгії (1):

«Юніон Сент-Жилуаз»: 2024
- Чемпіон Бельгії (1):

«Юніон Сент-Жилуаз»: 2024-25